# Hamburger Ehe
Hamburger Ehe wurde umgangssprachlich eine eingetragene Partnerschaft nach dem Hamburger „Gesetz zur Eintragung gleichgeschlechtlicher Partnerschaften“ vom 8. April 1999 genannt. Homosexuelle Paare konnten sich nach diesem Gesetz in ein Partnerschaftsbuch der Hamburger Standesämter eintragen lassen. Diese Eintragung war allerdings rein symbolisch; § 1 Absatz 2 des Gesetzes bestimmte ausdrücklich:

„Aus der Eintragung ergeben sich weder Rechte noch Pflichten für die Partnerinnen und Partner der Partnerschaft, insbesondere hat die Eintragung keinen Einfluß auf den Personenstand.“

Wegbereiter des Gesetzes waren die offen homosexuellen Abgeordneten der Hamburgischen Bürgerschaft Farid Müller (GAL) und Lutz Kretschmann (SPD) sowie der seit November 1997 amtierende rot-grüne Senat Runde.
Die ersten Eintragungen fanden am 6. Mai 1999 statt. Im April 2000 gab die damalige Leiterin des Senatsamts für die Gleichstellung, Senatorin Krista Sager (GAL), die Eintragung der hundertsten Hamburger Ehe bekannt.
Am 1. August 2001 wurde das Hamburger Gesetz mit dem Inkrafttreten des Lebenspartnerschaftsgesetzes des Bundes vom 16. Februar 2001 obsolet. Es wurde durch Artikel 2 des Gesetzes zur Deregulierung des Landesrechts vom 1. September 2005 (HmbGVBl. S. 377) aufgehoben. Damals gab es 152 „Hamburger Ehen“.